# Bene vixit qui bene latuit

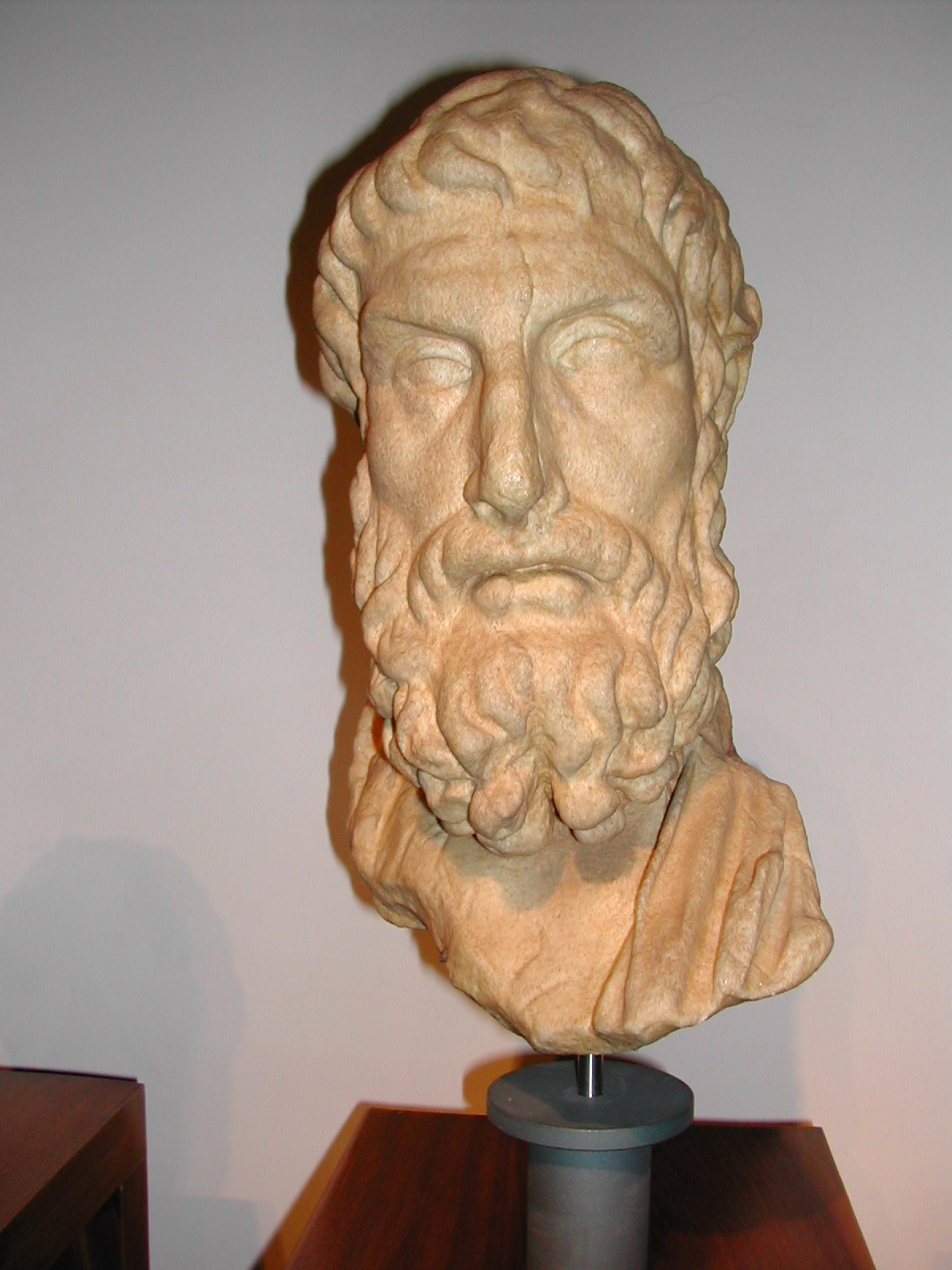
Busto di Epicuro (Museo Barracco, Roma)

Bene vixit qui bene latuit, tradotta letteralmente in italiano come Ha vissuto bene chi ha saputo stare ben nascosto, è una frase latina la cui origine risale a un verso dell'opera ovidiana Tristia («bene qui latuit bene vixit»).  

Evidente l'affinità con il consiglio epicureo λάθε βιώσας láthe biósas, "vivi nascostamente" per non farti cogliere dai colpi del fato o dalla malvagità degli uomini. Appare strana questa affermazione epicurea del vivere appartato se si considera che nella Grecia classica i cittadini discutevano di politica nelle piazze e si ritrovavano a far vita in comune nelle palestre e Socrate dialogava con chiunque nelle strade e per rispetto delle leggi della città aveva accettato una morte ingiusta. Per il greco la vita fuori della polis era impossibile mentre ora Epicuro, lontano dalla politica, insegna nel suo appartato giardino. Sono infatti passati sessant'anni dalla morte di Socrate e i cittadini greci sono diventati sudditi della Macedonia e hanno perso l'elemento fondante della vita politica: la libertà. Per Epicuro ormai l'uomo non si identifica più con il cittadino anche se riconosce l'utilità di una società ordinata dalle leggi, che vanno rispettate poiché calpestandole non si può avere la certezza dell'impunità e quindi rimarrebbe il timore di un castigo che turberebbe per sempre la conquista della serenità ottenuta sostituendo i rapporti politici di pubblica solidarietà sociale con quelli privati basati sull'amicizia.
Era il motto adottato dal filosofo e matematico Cartesio e da François de La Mothe Le Vayer.